# Dariusz Grad
Dariusz Grad (ur. 7 kwietnia 1963 w Wąbrzeźnie) – polski lekkoatleta, wieloboista, mistrz i reprezentant Polski.

## Kariera sportowa
Był zawodnikiem AZS Warszawa.
Na mistrzostwach Polski seniorów na otwartym stadionie zdobył pięć medali: złote w dziesięcioboju w 1988 i 1989, złoty w sztafecie 4 x 400 metrów w 1989, srebrny w dziesięcioboju w 1990 i brązowy w dziesięcioboju w 1991. W halowych mistrzostwach Polski seniorów wywalczył jeden medal: brązowy w ośmioboju w 1987.
Trzykrotnie wystąpił w najwyższej klasie Pucharu Europy w wielobojach. W 1987 zajął 10. miejsce w grupie A, z wynikiem 7735, w 1989 był 19. w grupie A, z wynikiem 7420, w 1991 – 27. w Superlidze, z wynikiem 6291.
Rekord życiowy w dziesięcioboju: 8050 (13.08.1988), w siedmioboju w hali: 5442 (1.02.1987).